# دار السرايا (مادبا)
دار سرايا مادبا هو مبنى سرايا يقع ضمن المسار التراثي في مدينة مادبا وسط الأردن. يعود تاريخ تشييده إلى الحقبة العثمانية بالشام، وتحديدًا عام 1896، حيث بُني على أعلى تلة في المدينة. تم تصميم السرايا على شكل مربع من الحجارة المنحوتة بطابق واحد. ولقد اُضيف لها طابق ثانٍ عام 1922، لتبلغ مساحة الطابقين 450 متر مربع، مُلحق بها ساحة كبيرة.
خلال الفترة العثمانية أمر الخليفة لبناء مراكز للحكام في مختلف المدن الأردنية مثل السلط ومادبا. ومع ذلك، كانت دار السرايا من بينها. تاريخ البناء هو 1896 م (وفقا للنقش فوق المدخل الرئيسي للبناء). المبنى طابق واحد يقف كمركز للشرطة بالإضافة إلى المكتب العثماني للمحافظ بالإضافة إلى ذلك، خلال الإمبراطورية العثمانية تم تأسيس منزل للحكومة مادبا حوالي 1898 م، وهو قريب من التاريخ المذكور في النقش فوق المدخل الرئيسي للمبنى.
في عام 1922، تم استخدام «دار السرايا» كمبنى للدوائر الحكومية. وفي الأربعينيات من القرن العشرين أضاف البريطانيون الطابق الثاني. استخدموا المبنى كمقر لمحكمة الصلح في مادبا حتى أواخر السبعينيات من القرن الماضي؛ منذ ذلك الحين، كان مركز الشرطة حتى عام 2004 م، الذي أصبح ملكا لوزارة السياحة والآثار لأهميتها التاريخية 

## تاريخ
تغير استخدام المبنى منذ تشييده في أواخر القرن التاسع عشر حتى اليوم، حيث كان في بادئ الأمر اسطبلاً للخيول ومخزنًا، ثم تحول إلى مبنى للحكومة العثمانيّة، ثم مقرًا لمحكمة صلح مادبا، ثم إلى سجن ومركز أمني، إلى أن استقر به الحال أن يُباع عام 1992 من مديريّة الأمن العام إلى مديريّة سياحة مادبا، ليتم ترميمه لاحقًا في عام 2013. كما استأجرت المبنى جمعية تطوير السياحة والحفاظ على التراث في مادبا، ليكون مقرًا لها.

## معلومات المبنى
بُني الطابق الأرضي في 1896 (خلال الفترة العثمانية) كسلسلة عبر قبو مقبب حول ممر مركزي وفي نهاية الممر فناء مفتوح. بنيت الجدران الخارجية باستخدام حجر جيري منتظم الابعاد تقريباً. النوافذ والأبواب متباعدة ومنتظمة على نسق واحد مما يعكس جمال الهيكل الداخلي. أُضيف الطابق الثاني في عام 1922. السقف المصنوع من الخرسانة المسلحة. بالإضافة إلى وجود  مطبخ ومرحاض، وغرفة تخزين تقع جنوب غرب المبنى، يمكن الوصول إليها من الخارج 

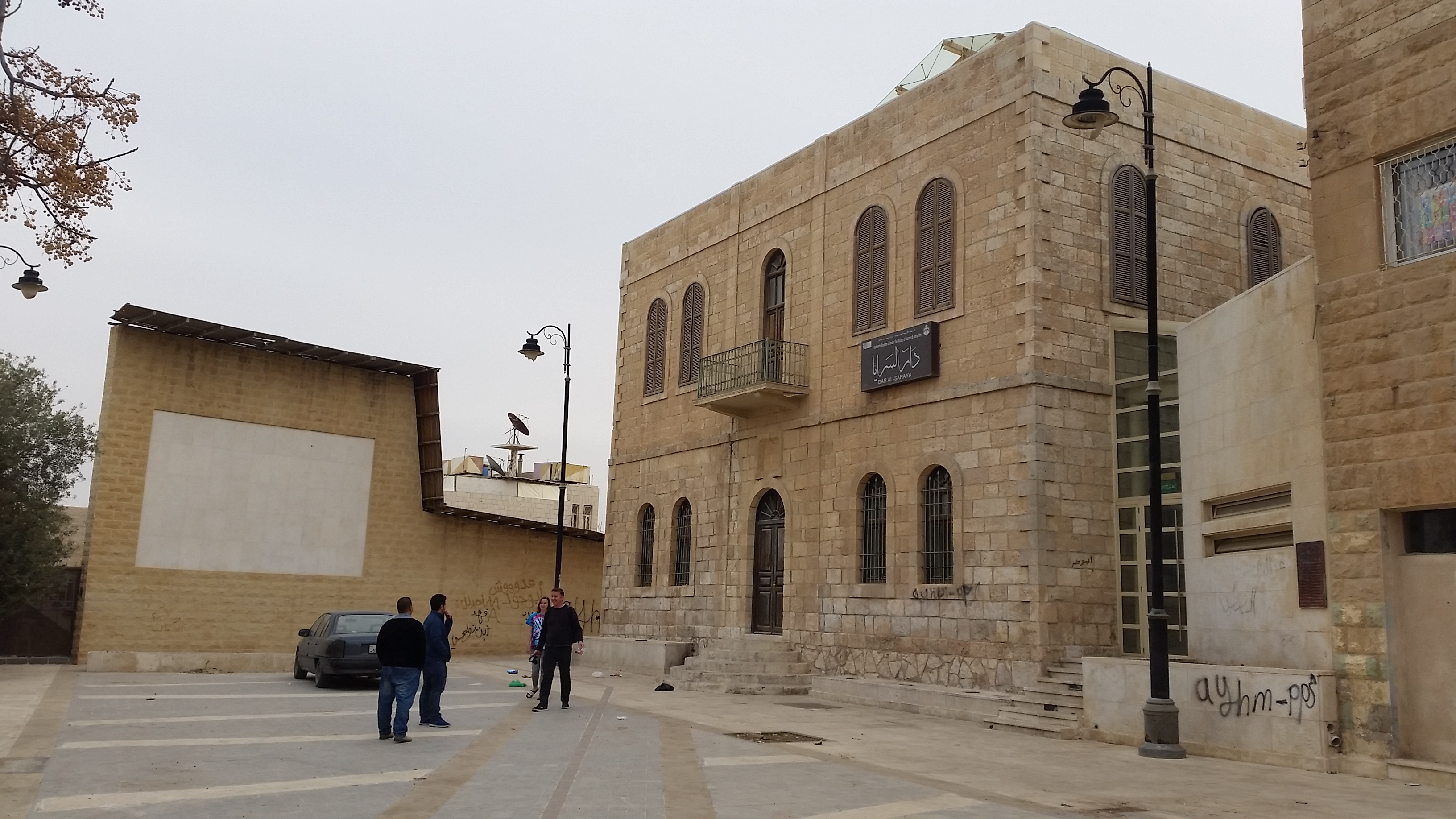
دار السرايا - مأدبا
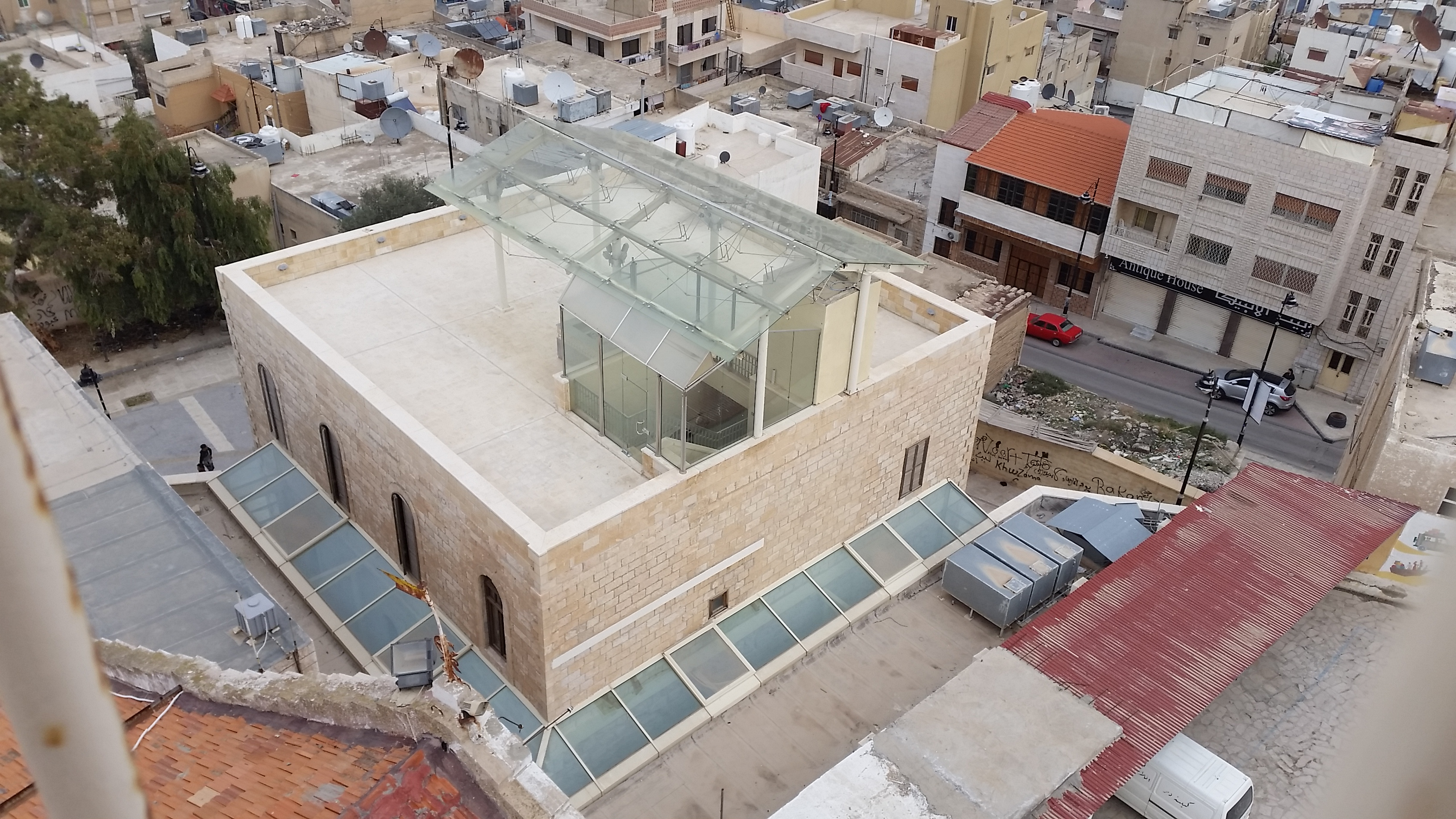
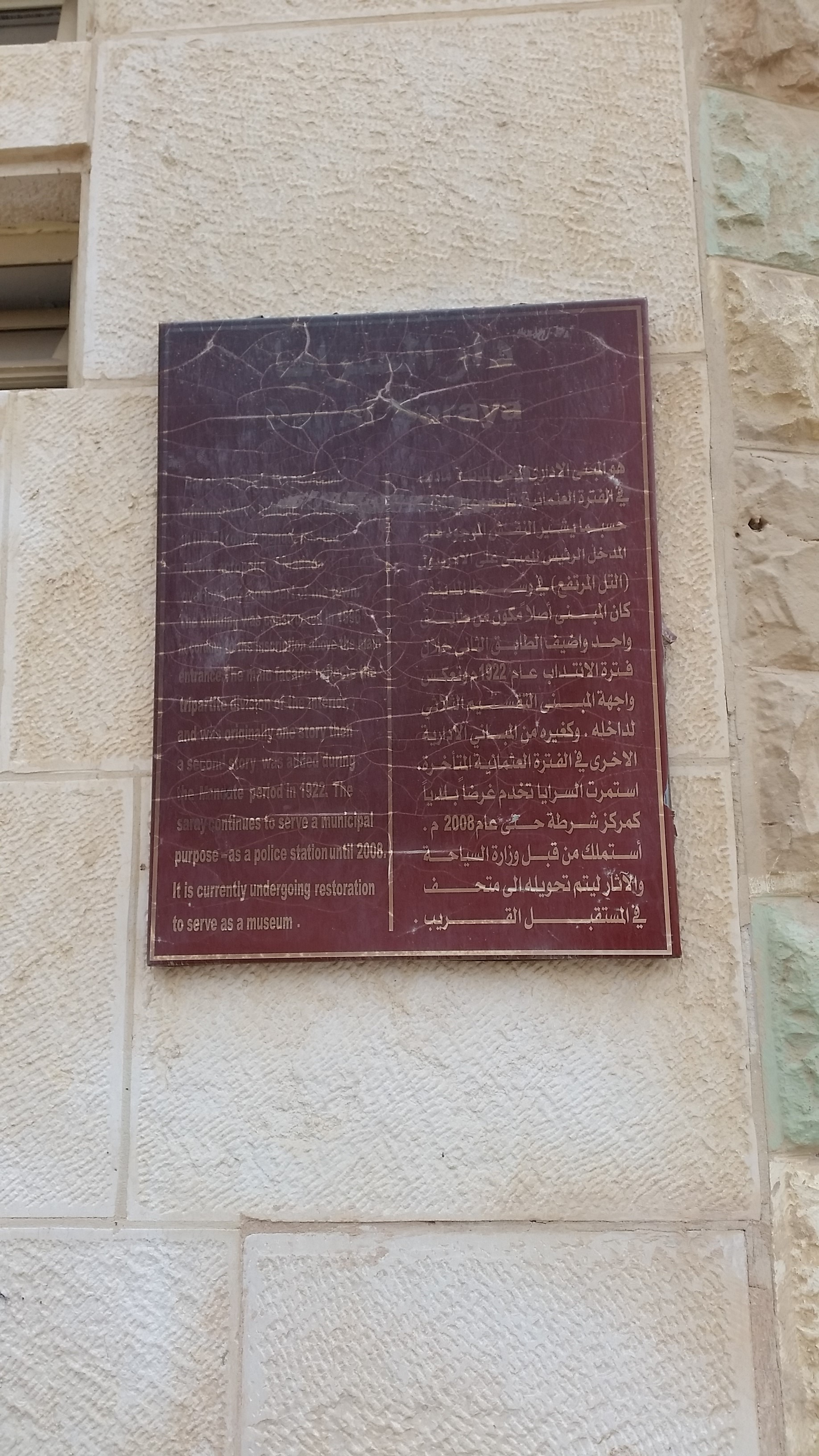
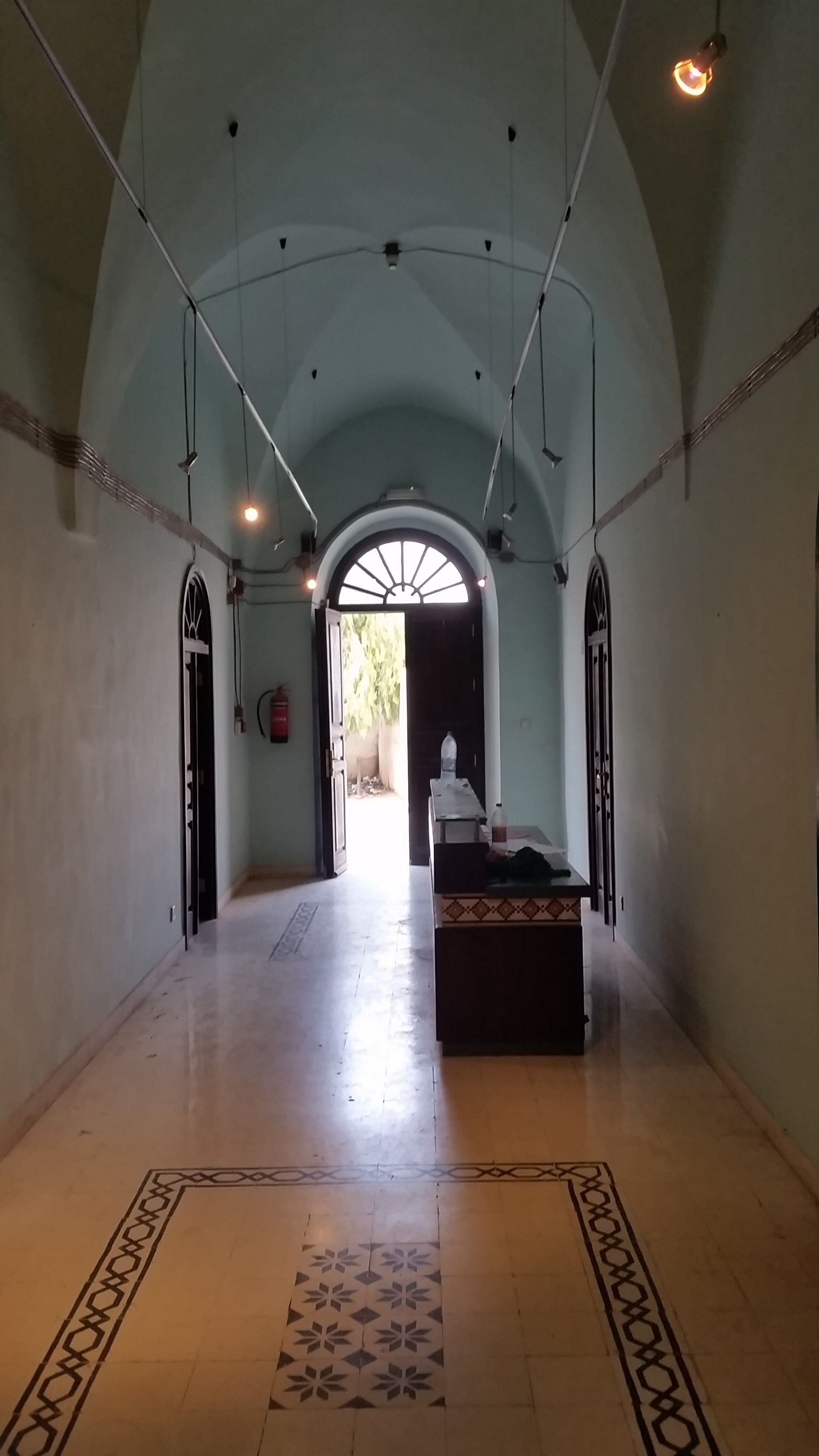
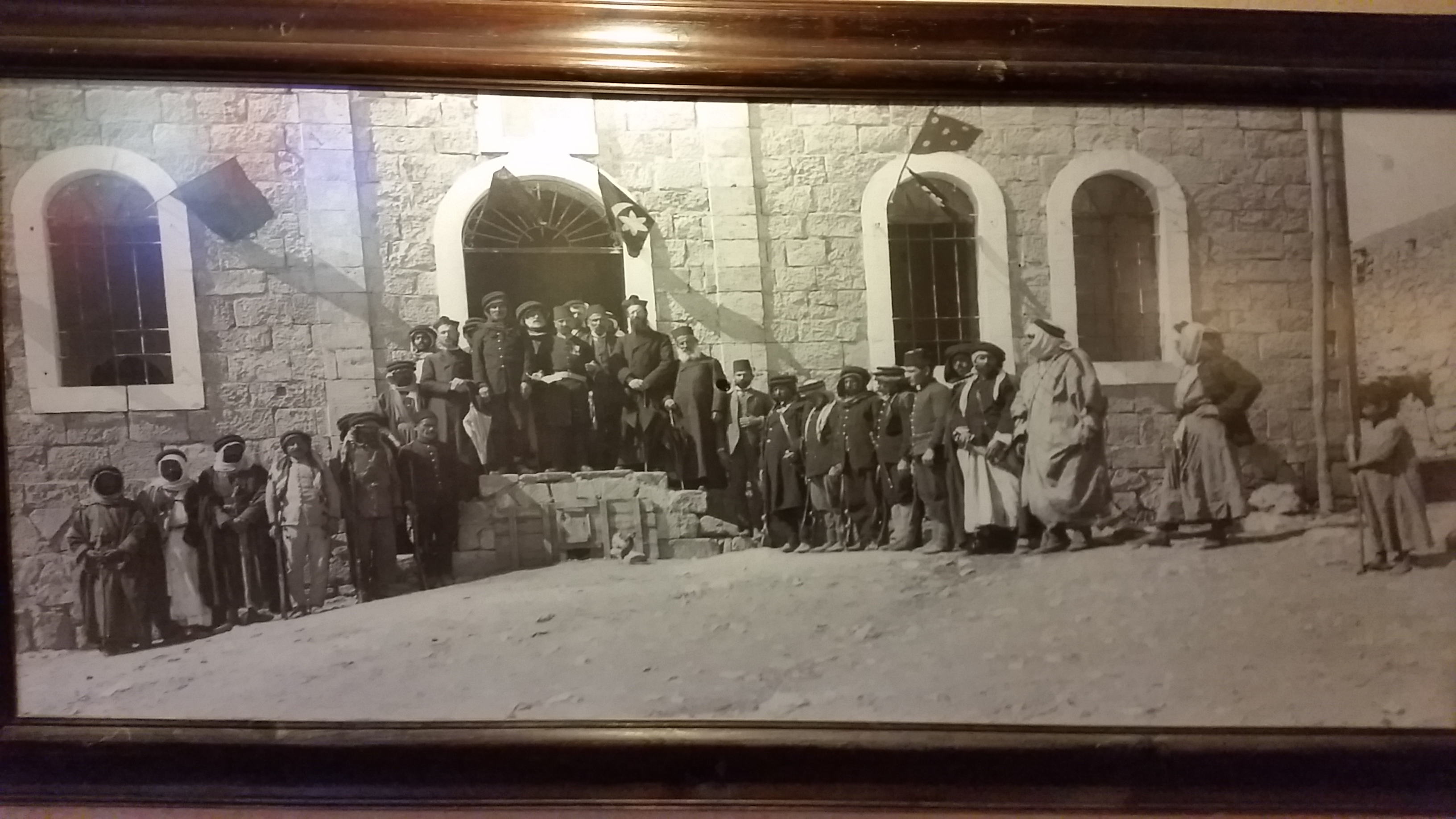
صورة قديمة محفوظة في دار السرايا
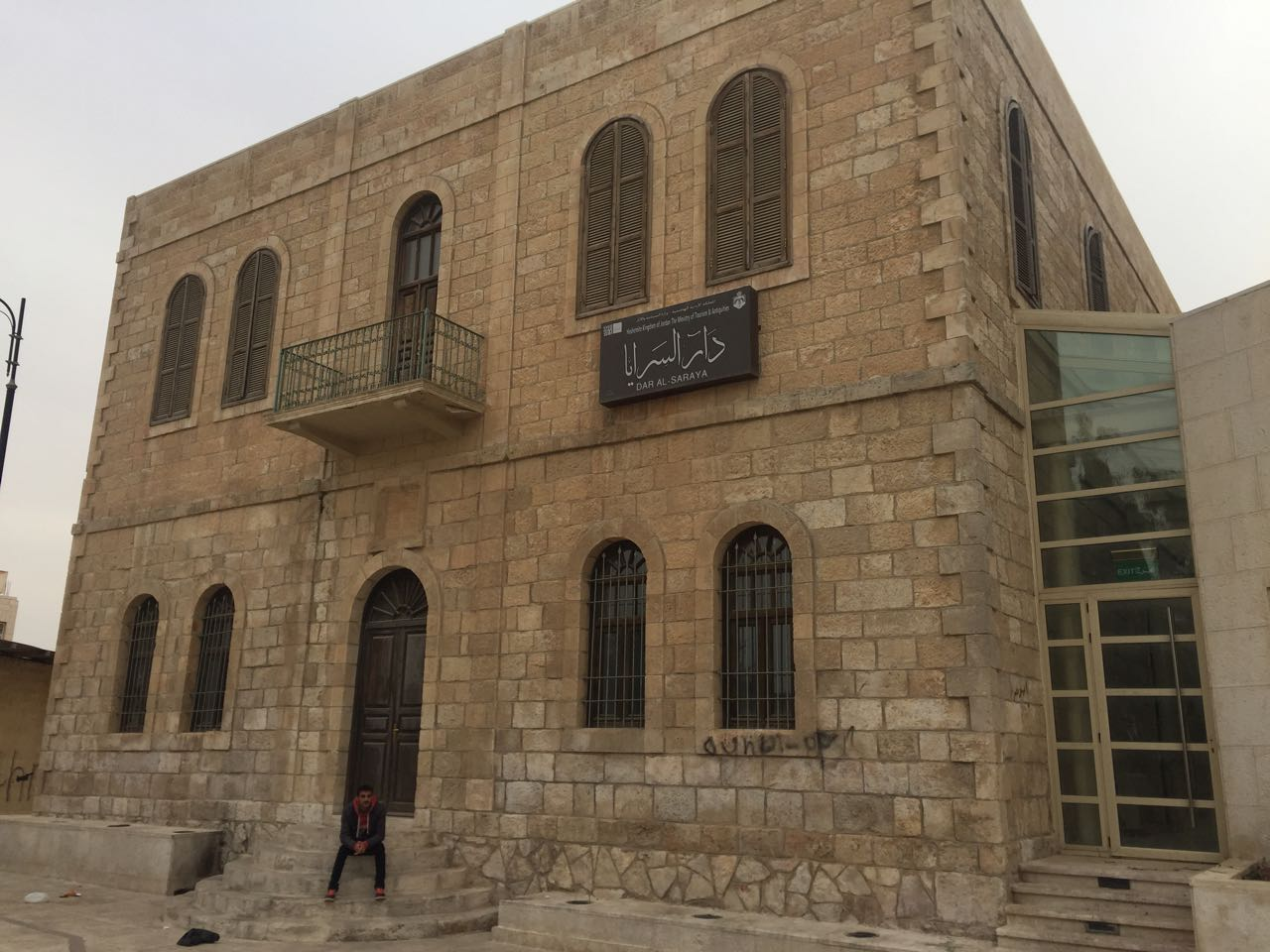

## وصلات خارجية
- Analysis of the Socio-Cultural Heritage of Madaba-an Approach to Conservation of Heritage Buildings: The Case Study of Dar Al Saraya in Madaba